# Persone di nome Frederic
| Questa pagina contiene informazioni ricavate automaticamente dalle voci biografiche con l'ausilio del template Bio e di un bot. L'aggiornamento è periodico e automatico e ricostruisce completamente la pagina. Se manca una persona in questa lista, sei pregato di non aggiungerla, ma accertati piuttosto che la sua voce biografica contenga il template Bio e che i dati anagrafici siano correttamente compilati. Se il template Bio manca, inseriscilo tu stesso o, in alternativa, metti l'avviso {{tmp\|Bio}} che ne segnala la mancanza. Se i dati riportati sono sbagliati, correggi direttamente la voce biografica; le modifiche saranno visibili in questa lista entro pochi giorni. Per chiarimenti vedi il progetto antroponimi. La lista contiene solo le 60 persone che sono citate nell'enciclopedia e per le quali è stato implementato correttamente il template Bio. Pagina aggiornata al 23 mag 2025. |

Questa è una lista di persone presenti nell'enciclopedia che hanno il nome Frederic, suddivise per attività principale.

## Attori(2)
- Rick Rossovich, attore statunitense (Palo Alto, n. 1957)
- Freddie Stroma, attore e modello britannico (Londra, n. 1987)

## Botanici(1)
- Frederic Edward Clements, botanico, micologo e ecologo statunitense (Lincoln, n. 1874 - Santa Barbara, † 1945)

## Canottieri(1)
- Frederic Vystavel, canottiere svedese (Bruxelles, n. 1993)

## Compositori(2)
- Frederic Archer, compositore, direttore d'orchestra e organista britannico (Oxford, n. 1838 - Pittsburgh, † 1901)
- Frederic Rzewski, compositore e pianista statunitense (Westfield, n. 1938 - Montiano, † 2021)

## Critici d'arte(1)
- Frederic George Stephens, critico d'arte britannico (Londra, n. 1828 - Londra, † 1907)

## Danzatori(1)
- Frederic Franklin, danzatore e direttore artistico britannico (Liverpool, n. 1914 - New York, † 2013)

## Dirigenti sportivi(1)
- Frederic Massara, dirigente sportivo, allenatore di calcio e ex calciatore italiano (Torino, n. 1968)

## Economisti(1)
- Frederic Pryor, economista statunitense (Kissimmee, n. 1933 - Newtown Square, † 2019)

## Entomologi(1)
- Frederic Moore, entomologo britannico (n. 1830 - † 1907)

## Esploratori(1)
- Frederic John Goldsmid, esploratore britannico (Milano, n. 1818 - Brook Green, † 1908)

## Fisici(1)
- Frederic Eugene Ives, fisico statunitense (Litchfield, n. 1865 - Filadelfia, † 1937)

## Fumettisti(1)
- Frederic Volante, fumettista italiano (Etterbeek, n. 1975)

## Generali(1)
- Frederic Thesiger, II barone Chelmsford, generale britannico (Derby, n. 1827 - Londra, † 1905)

## Giocatori di football americano(1)
- Fred Smerlas, ex giocatore di football americano statunitense (Waltham, n. 1957)

## Giornalisti(1)
- Frederic Friedel, giornalista e imprenditore tedesco (n. 1945)

## Giuristi(1)
- Frederic William Maitland, giurista e storico inglese (Londra, n. 1850 - Londra, † 1906)

## Illustratori(1)
- Frederic Dorr Steele, illustratore statunitense (Negaunee, n. 1873 - New York, † 1944)

## Informatici(1)
- Fred Parke, informatico, programmatore e docente statunitense (Salt Lake City, n. 1943)

## Ingegneri(1)
- Frederic Calland Williams, ingegnere inglese (Stockport, n. 1911 - Manchester, † 1977)

## Inventori(1)
- Fred Waller, inventore statunitense (Brooklyn, n. 1886 - Huntington, † 1954)

## Martellisti(1)
- Fred Tootell, martellista statunitense (Lawrence, n. 1902 - Wakefield, † 1964)

## Medici(1)
- Frederick Foley, medico statunitense (Ramsey, n. 1891 - Ramsey, † 1966)

## Mercanti(1)
- Frederic Tudor, mercante statunitense (Boston, n. 1783 - Boston, † 1864)

## Militari(2)
- Frederic Louis Norden, ufficiale e esploratore danese (Glückstadt, n. 1708 - Parigi, † 1742)
- Frederic John Walker, militare britannico (Plymouth, n. 1896 - Inghilterra, † 1944)

## Musicisti(1)
- Frederic Hymen Cowen, musicista britannico (Kingston, n. 1852 - Londra, † 1935)

## Neurologi(1)
- Frederic Lewy, neurologo tedesco (Berlino, n. 1885 - Haverford, † 1950)

## Nobili(1)
- Frederic de Santcliment, nobile e politico spagnolo (Barcellona, n. 1488 - Barcellona, † 1532)

## Ostacolisti(1)
- Fred Murray, ostacolista statunitense (San Francisco, n. 1894 - Monterey, † 1973)

## Paleografi(1)
- Frederic George Kenyon, paleografo e papirologo britannico (Londra, n. 1863 - † 1952)

## Pallavolisti(1)
- Frederic Winters, pallavolista canadese (Victoria, n. 1982)

## Pianisti(2)
- Frederic Horace Clark, pianista, filosofo e teologo statunitense (Stati Uniti d'America, n. 1860 - Zurigo, † 1917)
- Frederic Lamond, pianista e compositore scozzese (Glasgow, n. 1868 - Stirling, † 1948)

## Piloti motociclistici(1)
- Freddie Frith, pilota motociclistico britannico (n. 1909 - Grimsby, † 1988)

## Pittori(4)
- Frederic William Burton, pittore irlandese (Contae Chill Mhantáin, n. 1816 - Londra, † 1900)
- Frederic Cayley Robinson, pittore inglese (Brentford, n. 1862 - Londra, † 1927)
- Frederic Edwin Church, pittore statunitense (Hartford, n. 1826 - New York, † 1900)
- Frederic Remington, pittore, illustratore e scultore statunitense (Canton, n. 1861 - Ridgefield, † 1909)

## Poeti(1)
- Ogden Nash, poeta statunitense (Rye, n. 1902 - Baltimora, † 1971)

## Politici(1)
- Frederic Thesiger, I visconte Chelmsford, politico britannico (Londra, n. 1868 - Oxford, † 1933)

## Presbiteri(2)
- Frederic Farrar, presbitero, docente e scrittore indiano (Bombay, n. 1831 - Canterbury, † 1903)
- Frederic Raurell, presbitero spagnolo (Barcellona, n. 1930 - † 2023)

## Psicologi(2)
- Frederic Bartlett, psicologo britannico (Stow-on-the-Wold, n. 1886 - Cambridge, † 1969)
- Frederic William Henry Myers, psicologo e parapsicologo britannico (Keswick, n. 1843 - Roma, † 1901)

## Registi(2)
- Fred Schepisi, regista e sceneggiatore australiano (Melbourne, n. 1939)
- Frederic Zelnik, regista, attore e produttore cinematografico tedesco (Černivci, n. 1885 - Londra, † 1950)

## Sciatori alpini(1)
- Frederic Berthold, ex sciatore alpino e sciatore freestyle austriaco (n. 1991)

## Scrittori(4)
- Fred Lamond, scrittore inglese (Praga, n. 1931 - † 2020)
- Frederic Prokosch, scrittore e traduttore statunitense (Madison, n. 1908 - Grasse, † 1989)
- Frederic Raphael, scrittore e sceneggiatore statunitense (Chicago, n. 1931)
- Frederic Tuten, scrittore statunitense (New York, n. 1936)

## Scultori(3)
- Frederic Leighton, scultore e pittore britannico (Scarborough, n. 1830 - Londra, † 1896)
- Frederic Marès, scultore e collezionista d'arte spagnolo (Portbou, n. 1893 - Barcellona, † 1991)
- Frederic Storck, scultore romeno (Bucarest, n. 1872 - Bucarest, † 1942)

## Storici(3)
- Frederic Bancroft, storico, scrittore e bibliotecario statunitense (Galesburg, n. 1860 - Washington, † 1945)
- Frederic Chapin Lane, storico statunitense (Lansing, n. 1900 - † 1984)
- Frederic L. Paxson, storico statunitense (Filadelfia, n. 1877 - Berkeley, † 1948)

## Violinisti(1)
- Frederic Ernst Fesca, violinista e compositore tedesco (Magdeburgo, n. 1789 - † 1826)